# Республиканский художественный колледж
Республиканский художественный колледж имени П. П. Бенькова — среднее профессиональное учебное заведение в Ташкенте. Одно из ведущих учебных заведений Узбекистана в области искусства. 
Образован на базе Республиканского художественного училища им. П. П. Бенькова. За более чем столетнюю историю колледж воспитал и выпустил целую плеяду талантливых узбекских художников, таких как Р. Ахмедов, А. Абдуллаев, Р. Чарыев и многих других. В разное время в колледже преподавали Т. Арсланкулов, Ч. Ахмаров, Уста Ширин и другие.

## История
В 1919 году в Ташкенте была открыта Туркестанская краевая художественная школа, в которой преподавали такие знаменитые художники того времени, как С. П. Юдин, И. С. Казаков, В. К. Разводовский, З. Чернявская, А. Н. Волков, А. В. Исупов, М. Е. Новиков и другие. Программа обучения была составлена при помощи С. П. Юдина на базе стандартной программы для российских художественных училищ .
Самаркандское художественное училище было образовано в 1920-х — 1930-х годах на базе Самаркандской художественной школы. Самым известным педагогом училища был П. Беньков, который не только определил программу обучения учебного заведения, но и был основоположником школы живописи Узбекистана, воспитавшим несколько поколений талантливых узбекских художников, которые впоследствии продолжили его дело.
В 1949 году на базе Туркестанской краевой народной художественной школы, которая к тому времени была преобразована в Ташкентский художественный техникум и Самаркандского художественного училища, было образовано Республиканское художественное училище. Училищу было присвоено имя Павла Петровича Бенькова.
Изначально в училище открылись отделения декораторов для театра и педагогов по рисованию и скульптуре. В 1952—1953 годах открылось отделение прикладного искусства, в 1957 году — художественного шитья, миниатюры, театральной декорации, бутафории, грима, специалистов по свету и историческим костюмам, в 1975 году — художественного оформления и в 1982 году — художественной лаковой миниатюры и театральной декорации. 
В 1981 году во время строительства нового здания для художественного училища, был обнаружен архитектурный памятник XV—XVI вв Караташская баня.
В 1991 году Республиканское художественное училище им. П. П. Бенькова было преобразовано в Республиканский художественный колледж.
В 1997 году колледж вошёл в структуру Академии художеств Узбекистана.
В 2017 году Республиканскому художественному колледжу было возвращено имя Павла Петровича Бенькова. 
В 2019 году учебное заведение отметило свой столетний юбилей.

## Специальности
Колледж готовит специалистов в области изобразительного и художественно-прикладного искусства, театральных техников-специалистов, школьных художников-педагогов. 
- Живопись (по видам);
- Прикладное искусство (по видам);
- Графика;
- Скульптура (по видам)[10].